# George Sime
George Brander Sime (28. veljače 1915. – 9. rujna 1990.) je bivši britanski hokejaš na travi.
Osvojio je srebrno odličje igrajući za Uj. Kraljevstvo na hokejaškom turniru na Olimpijskim igrama 1948. u Londonu. Odigrao je svih 5 susreta na mjestu veznog igrača.

## Vanjske poveznice
- Profil na DatabaseOlympics